# Encéphalopathie spongiforme du dromadaire
Pour les articles homonymes, voir ESD.
L'encéphalopathie spongiforme du dromadaire (ESD), communément appelée « maladie du dromadaire fou », similaire à la maladie de la vache folle, a été découverte par deux chercheurs algériens, dont le Dr Baaissa Babelhadj, vétérinaire de l'abattoir de la ville de Ouargla en coordination avec des chercheurs italiens. Cette infection est une nouvelle forme de maladie à prion et un type d'encéphalopathie spongiforme transmissible qui affecte pour la première fois les mammifères non-ruminants (dromadaire) et est associée à la vache folle par les caractéristiques de la capacité à se déplacer vers d'autres espèces animales et aux consommateurs. 
La recherche qui a mené à cette découverte a été publiée par voie électronique le 5 avril 2018 dans le Emerging Infectious Diseases Journal, publié par l'American Society for Disease Control and Prevention, et dans la version papier du volume 24, no 6, 2018.